# Ouk Sothy
Ouk Sothy (sinh ngày 5 tháng 10 năm 1987) là một cầu thủ bóng đá người Campuchia thi đấu ở vị trí tiền vệ cho Phnom Penh Crown và Đội tuyển bóng đá quốc gia Campuchia. Anh được đồng đội đặt biệt danh là Messi.

## Danh hiệu

### Câu lạc bộ
Phnom Penh Crown
- Giải bóng đá vô địch quốc gia Campuchia: 2014, 2015